# Leo Ehrnrooth
Leo Reinhold Ehrnrooth, född 10 mars 1877 i Helsingfors, död 26 juli 1951 i Mösseberg (Sverige), var en finländsk ämbetsman och politiker. Han var far till Nils Gustaf Ehrnrooth.
Ehrnrooth blev juris doktor 1906, var 1906–12 föredragande i finska senaten i arbetarfrågor och 1912–17 föreståndare för kommunala centralbyrån. April–november 1917 tillhörde han senaten som chef för handels- och industriexpeditionen, var mars–juni 1919 tillförordnad utrikesminister och mars–augusti 1920 minister för handel och industri. Åren 1917–25 ägnade han sig åt industriella värv och innehade framskjutna poster inom träindustrin och bankväsendet. 
Ehrnrooth var politieborgmästare i Helsingfors åren 1926–31 och 1936–47. Han var från 1930 medlem av regeringskommissionen för Saarområdet som kommunikationsminister.
År 1947 gav han ut sina memoarer under titeln Från ett skiftesrikt liv.

## Utmärkelser
- Kommendörstecknet av I klass av Finlands Vita Ros’ orden,  1919[4]
- Kommendör av 1. klass av Vasaorden,  5 januari 1923[5]
- Kommendör med stora korset av Nordstjärneorden,  1925[4]
- Tre Stjärnors orden, första klass,  1926[4]
- Storkorset av Finlands Lejons orden,  1944[4]
- Förtjänstmedaljen för befolkningsskyddsarbete av 1. klass[4]
- Kommendör av Hederslegionen[4]

[Redigera Wikidata]